# Lester Lane
Lester E. Lane, (Purcell, Oklahoma, 6 de marzo de 1932 - Norman, Oklahoma, 6 de septiembre de 1973) fue un jugador de baloncesto estadounidense. Con 1,78 de estatura, su puesto natural en la cancha era el de base. Fue campeón olímpico con Estados Unidos en los Juegos Olímpicos de Roma de 1960.